# Sentier de grande randonnée 360
Le sentier de grande randonnée 360 (GR 360) décrit une boucle à travers une partie de la Saintonge (ancienne province du sud-ouest de la France), dans le département de la Charente-Maritime. Connu sous le nom de « GR - Tour de Saintonge », il se compose de neuf tronçons.

## Tracé général
Le premier tronçon part de Saintes, capitale historique de la province, ville d'art et d'histoire fondée il y a deux mille ans, et rejoint Saint-Savinien, petite cité médiévale et port sur la Charente. Traversant le Pays-Bas saintongeais, ce circuit de 43 kilomètres passe par Juicq, Fenioux (église romane et lanterne des morts, XIIe siècle) et Grandjean.
Le second tronçon relie Saint-Savinien à Saint-Agnant, au cœur des marais de Rochefort. Ce circuit de 46 kilomètres passe par Le Mung (église du XIIe siècle), Geay (église romane), Saint-Porchaire (château de la Roche-Courbon), suit la vallée maraîchère de l'Arnoult et atteint Champagne, puis Pont-l'Abbé-d'Arnoult (vaste église priorale, porte de ville fortifiée).
Le troisième tronçon, long de 62 kilomètres, relie Saint-Agnant à Cozes, près de Royan. Passant par Saint-Jean-d'Angle (château-fort, église gothique au clocher inachevé), il rejoint ensuite La Gripperie-Saint-Symphorien (église romane), d'où on jouit d'une vue panoramique sur le marais de Brouage et sur les vestiges de la tour de Broue. Il se poursuit vers Saint-Sornin (église romane) et le lac de Cadeuil, atteint Sablonceaux et sa célèbre abbaye Notre-Dame, Saint-Romain-de-Benet (église à file de coupoles, tour de Pirelonge, champs de lavande), Meursac (église romane et crypte paléochrétienne), Corme-Écluse (église romane) et Grézac.

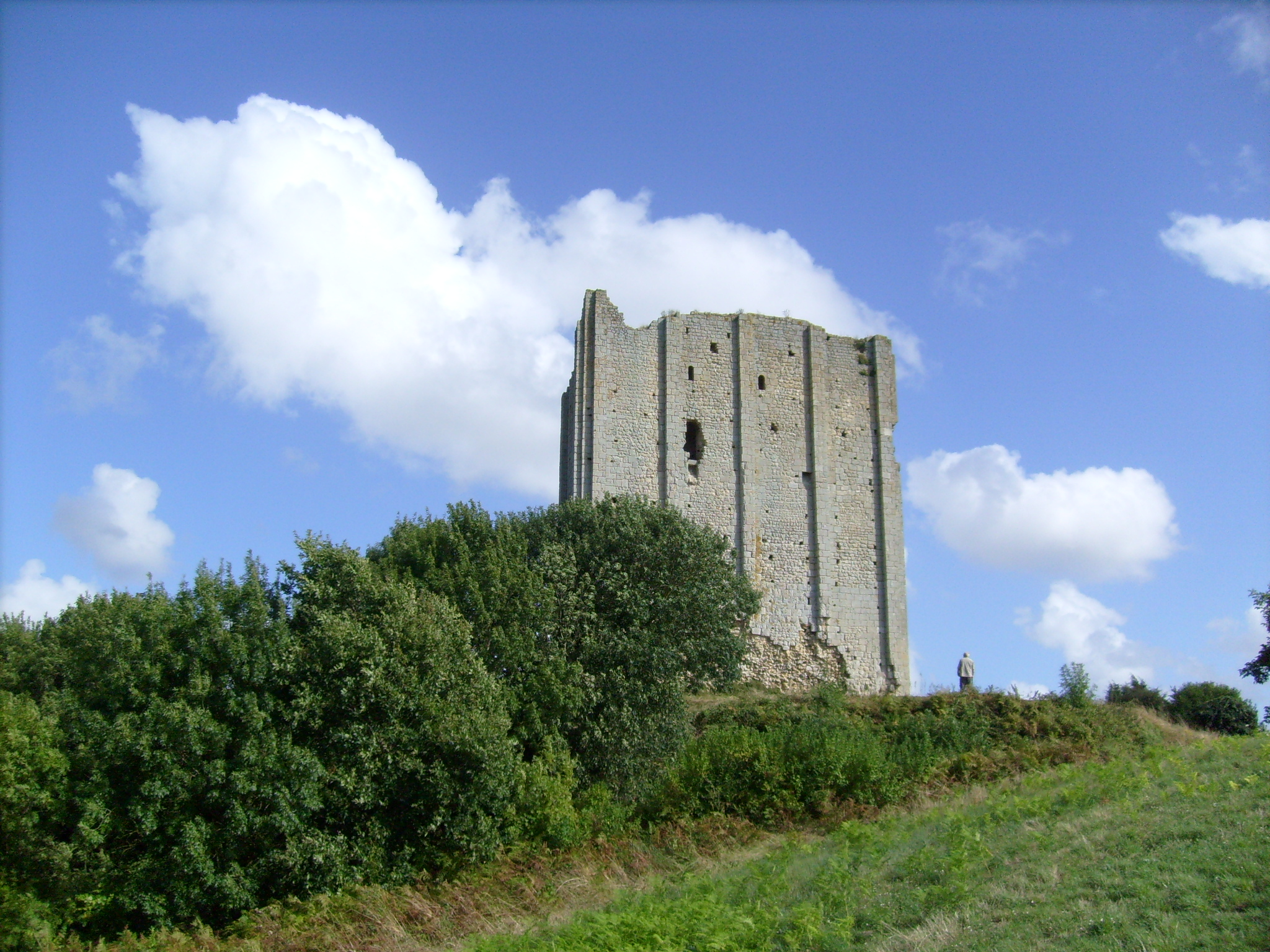
La tour de Broue à Saint-Sornin (XIe siècle)

Le quatrième tronçon, long de 36 kilomètres, fait la liaison entre Cozes et Mortagne-sur-Gironde, petite cité perchée sur un piton rocheux dominant l'estuaire de la Gironde. Cette ancienne principauté est toujours un port important, blotti au creux de falaises dites « mortes », car elles ne sont plus battues par les flots. La cité conserve notamment un ermitage monolithe datant du IIIe siècle. Le parcours passe par les grandes champagnes viticoles du sud du Pays Royannais, traverse Arces (église romane), Talmont-sur-Gironde (ancienne bastide classée parmi les « plus beaux villages de France »), passe près du site gallo-romain du Fâ, atteint le port des Monards, à Barzan, et fait une boucle à travers les collines de Chenac-Saint-Seurin-d'Uzet (points de vue).
Le cinquième tronçon traverse le sud de la Charente-Maritime (Haute Saintonge), depuis Mortagne-sur-Gironde jusqu'à Montendre. Le parcours passe par Floirac (église romane), à l'extrême-sud du Pays Royannais, Saint-Fort-sur-Gironde (église renaissance), Port-Maubert, Saint-Romain-sur-Gironde, et atteint le terrier de Beaumont, haute colline dominant l'estuaire de la Gironde et les marais de la Petite Camargue (point de vue jusqu'à Royan et Blaye, en passant par les côtes du Médoc). Le circuit se poursuit vers Saint-Dizant-du-Gua (château de Beaulon et parc des fontaines bleues), traverse le vignoble, arrive à Saint-Thomas-de-Conac (église romane, ruines du château des comtes de Cônac), au cœur d'une région fortement vallonnée, se poursuit vers Saint-Sorlin-de-Conac, Saint-Georges-des-Agoûts, Mirambeau et Petit-Niort (église romane), puis Rouffignac.

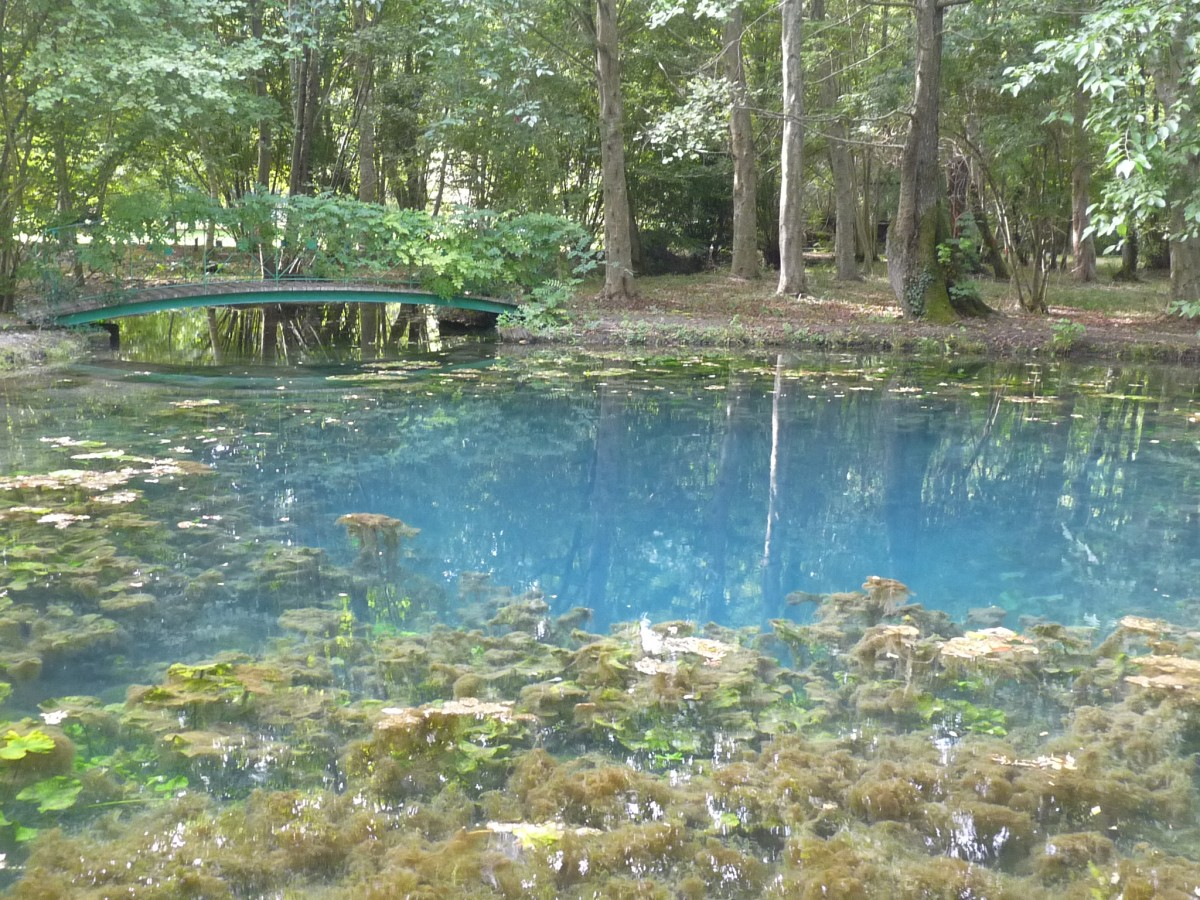
Les « fontaines bleues » du château de Beaulon, à Saint-Dizant-du-Gua.

Le sixième tronçon s'enfonce plus profondément à travers la « botte » que forme le sud du département, passant par Chepniers, Orignolles, Saint-Martin-d'Ary et Montguyon (ruines du château, dolmen de Pierre Folle), avant de bifurquer en direction de Jonzac en passant par Neuvicq, Saint-Palais-de-Négrignac, Pouillac, Sousmoulins, Vibrac et Léoville (église romane). De là, le sentier se divise en deux branches : l'une, passant par Mortiers, l'autre passant par Fontaines-d'Ozillac, Ozillac (églises romanes) et le village perché de Champagnac. Le sentier se poursuit par Meux (église romane, château) et Réaux (église romane) avant d'atteindre Jonzac. Capitale du Pays de Haute-Saintonge, cette petite cité médiévale traversée par la Seugne est bâtie sur deux collines, les monts Balaguier et Montguimar. Elle conserve des ruelles anciennes, d'anciennes tanneries, une vaste église romane et un château, dont certaines parties remontent au XVe siècle. C'est également une station thermale dotée d'un casino, d'une base de loisirs et d'un centre nautique, « Les Antilles de Jonzac ».
Le septième tronçon suit le cordon verdoyant de la Seugne vers Pons, autre place forte importante, bâtie sur un éperon rocheux dominant la Seugne. Cette cité médiévale conserve deux églises, un hospice de pèlerins classé au patrimoine mondial de l'humanité par l'Unesco, un imposant donjon qui « verrouille » toute la vallée et un jardin public. Les principales étapes de ce trajet sont Saint-Germain-de-Lusignan, Clion, Marignac (église romane) et Avy.

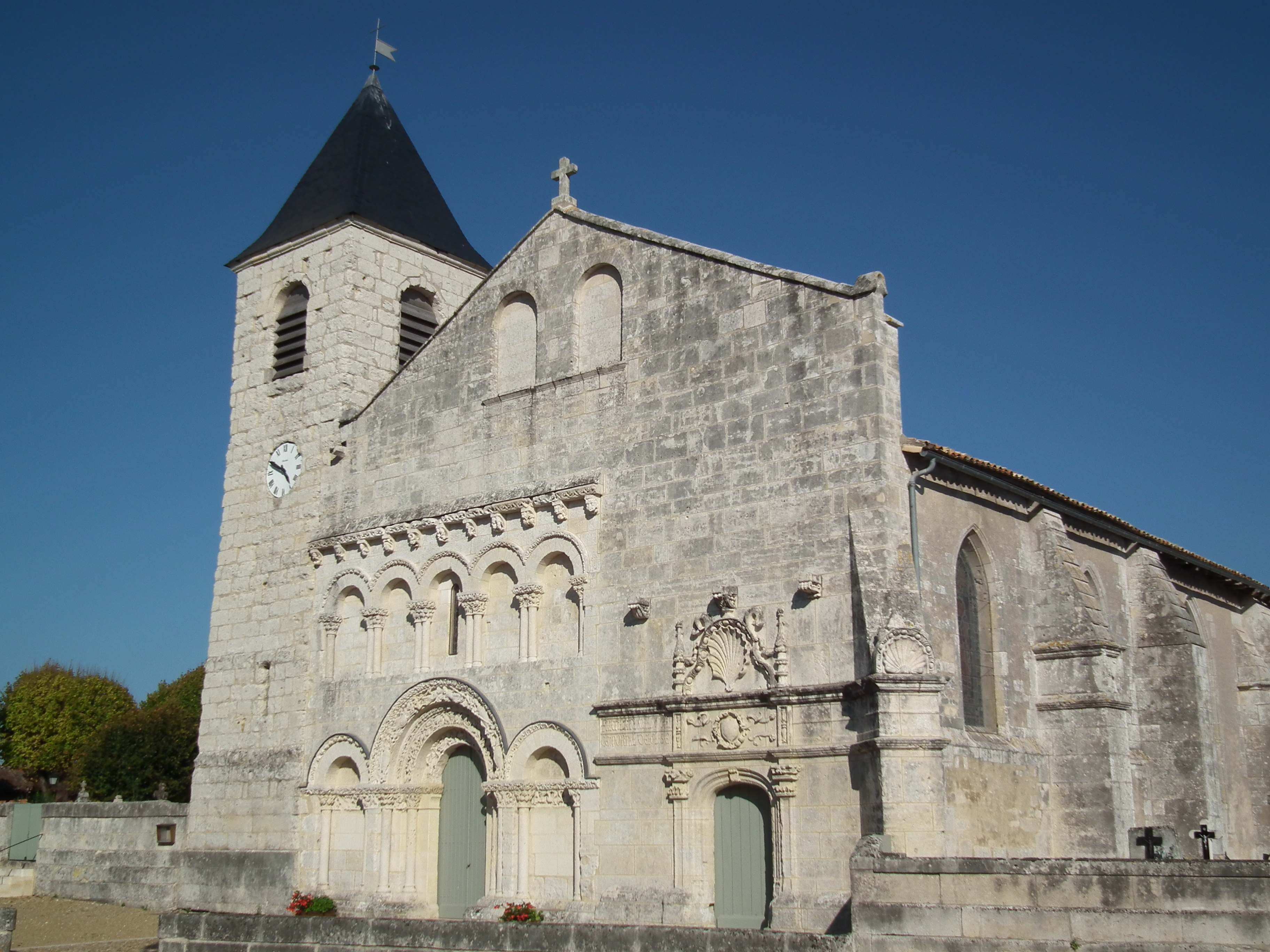
L'église de Fontaines-d'Ozillac (XIIe siècle).

Le huitième tronçon, long de 57 kilomètres, traverse les vignobles en direction de Saint-Bris-des-Bois, village perché au centre d'une région forestière particulièrement vallonnée. Le sentier part de Pons et se dirige vers Bougneau et son église romane au clocher atypique, poursuit vers le village typiquement méridional d'Échebrune, avec son église romane à la façade monumentale, Pérignac (église romane) Montils, Brives-sur-Charente, atteint presque la banlieue de Cognac, avec Saint-Laurent-de-Cognac, dans le département voisin de la Charente, passe par Chérac, suit la voie romaine pendant quelques kilomètres, arrive en Pays Buriaud et passe à proximité de l'abbaye de Fontdouce.
Le neuvième tronçon relie Saint-Bris-des-Bois à Saintes. Suivant le cours du Coran, qui serpente à travers un paysage doucement vallonné et boisé, il atteint Saint-Césaire (centre d'interprétation de la préhistoire du Paléosite) puis Saint-Sauvant, village médiéval perché sur une colline au sommet de laquelle veille une église fortifiée. Des ruelles pittoresques escaladent le rocher et permettent de rejoindre le sanctuaire, ainsi qu'une tour médiévale, héritage des anciennes fortifications aujourd'hui disparues. Le sentier poursuit vers La Chapelle-des-Pots, ancien centre artisanal longtemps spécialisé dans la poterie, atteint Fontcouverte, dans la banlieue de Saintes (vestiges d'aqueduc gallo-romain et église romane), puis s'achève en arrivant en centre-ville de Saintes.

## Pour approfondir